# Lakeshore Gardens-Hidden Acres
Lakeshore Gardens-Hidden Acres é uma Região censo-designada localizada no estado norte-americano do Texas, no Condado de San Patricio.

## Demografia
Segundo o censo norte-americano de 2000, a sua população era de 720 habitantes.

## Geografia
De acordo com o United States Census Bureau tem uma área de
5,1 km², dos quais 5,1 km² cobertos por terra e 0,0 km² cobertos por água.

## Localidades na vizinhança
O diagrama seguinte representa as localidades num raio de 8 km ao redor de Lakeshore Gardens-Hidden Acres.